# Świeradów-Zdrój
Świeradów-Zdrój é um município da Polônia, na voivodia da Baixa Silésia e no condado de Lubań. Estende-se por uma área de 20,72 km², com 4 250 habitantes, segundo os censos de 2016, com uma densidade de 205,1 hab/km².